# Política de Madrid
Madrid es un municipio español, y como tal cuenta con un sistema político de autogobierno, en las áreas reconocidas por la constitución y las leyes españolas. El sistema político del municipio es el Ayuntamiento de Madrid. Este está compuesto por diversas instituciones, cada una de ellas con distintos poderes ejecutivos o legislativos. El Pleno de Madrid está compuesto por concejales elegidos directamente por la población empadronada en Madrid mayor de 18 años. Las elecciones se celebran cada cuatro años. El Pleno es la institución que ostenta el poder legislativo y es el encargado de nombrar al alcalde. El alcalde nombra a varias personas, que pueden ser concejales o no, para formar junto a él la Junta de Gobierno de Madrid. Esta Junta es la depositaria del poder ejecutivo del municipio, y su acción es supervisada por el Pleno, que puede votar una moción de censura si lo considera necesario.

## Poder legislativo
El poder legislativo es ostentado por el Pleno de Madrid. El Pleno está compuesto por 57 concejales elegidos directamente por la población empadronada en Madrid mayor de 18 años. Las elecciones se celebran cada cuatro años. El Pleno es el encargado de nombrar al alcalde y también actúa como supervisor de la acción del alcalde y su Junta de Gobierno, pudiendo votar una moción de censura si lo considera necesario.
Después de las elecciones de 2023, forman parte del Pleno de Madrid 29 concejales de Partido Popular, 12 de Más Madrid, 11 del Partido Socialista de Madrid-PSOE, y 5 de Vox
     Partido Popular (29)      Más Madrid (12)      PSM-PSOE (11)      Vox (5)

## Poder ejecutivo

### Alcaldía de Madrid
El alcalde es elegido por el Pleno de Madrid y ostenta el poder ejecutivo junto a la Junta de Gobierno de Madrid, nombrada por él mismo. También representa al Ayuntamiento de Madrid ante terceras instituciones.
| Alcaldes de Madrid desde la restauración de la democracia |         |         |
| Nombre                                                    | Mandato | Mandato |
| Enrique Tierno Galván (PSOE)                              | 1979    | 1986    |
| Juan Barranco (PSOE)                                      | 1986    | 1989    |
| Agustín Rodríguez Sahagún (CDS)                           | 1989    | 1991    |
| José María Álvarez del Manzano (PP)                       | 1991    | 2003    |
| Alberto Ruiz-Gallardón (PP)                               | 2003    | 2011    |
| Ana Botella (PP)                                          | 2011    | 2015    |
| Manuela Carmena (Ahora Madrid)                            | 2015    | 2019    |
| José Luis Martínez-Almeida, (PP)                          | 2019    |         |

### Junta de Gobierno de Madrid
El alcalde nombra a varias personas, que pueden ser concejales o no, para formar junto a él la Junta de Gobierno de Madrid. Esta Junta es la depositaria del poder ejecutivo del municipio. Se reúne una vez a la semana.

## Elecciones

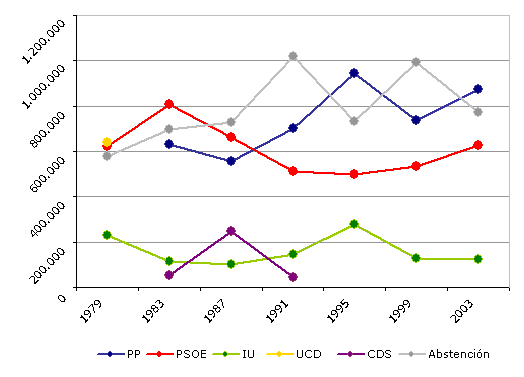
Votos correspondientes a los partidos que han conseguido representación política en el Ayuntamiento de Madrid.

El censo electoral de la ciudad de Madrid está compuesto por todos las personas de nacionalidad española, empadronadas en la ciudad y mayores de 18 años.
| Fecha                   |         |         |         |           |         |         |         |         |         |         |         |
| Votos                   | 1979    | 1983    | 1987    | 1991      | 1995    | 1999    | 2003    | 2007    | 2011    | 2015    | 2019    |
| Ahora Madrid/Más Madrid | –       | –       | –       | –         | –       | –       | –       | –       | –       | 519.210 | 503.990 |
| PSOE                    | 622.971 | 808.350 | 663.837 | 510.114   | 496.773 | 534.700 | 625.148 | 486.826 | 364.600 | 249.152 | 223.582 |
| Cs                      | –       | –       | –       | –         | –       | –       | –       | –       | 2.866   | 186.059 | 311.617 |
| UPyD                    | –       | –       | –       | –         | –       | –       | –       | –       | 119.601 | 29.823  | 1882    |
| PCE/IU                  | 231.268 | 113.112 | 100.324 | 144.457   | 279.015 | 128.731 | 123.015 | 136.881 | 163.706 | 27.869  | 42.855  |
| UCD                     | 639.925 | –       | –       | –         | –       | –       | –       | –       | –       | –       | -       |
| CDS                     | –       | 50.824  | 245.693 | 43.078    | –       | –       | –       | –       | –       | –       | -       |
| PP                      | –       | 631.183 | 553.817 | 701.759   | 945.419 | 734.921 | 874.264 | 875.571 | 756.952 | 563.292 | 394.708 |
| VOX                     | -       | -       | -       | -         | -       | -       | -       | -       | -       | 9.843   | 124.252 |
| Abstención              | 578.452 | 695.731 | 727.482 | 1.019.479 | 730.768 | 994.206 | 772.215 | 820.605 | 756.747 | 743.206 | 761.345 |